# Центр тяжести (группа)
«Центр тяжести»   — российская рок-группа, играющая в стиле хеви-метал. Группа образовалась в городе Кирове в 2006 году. Коллектив был создан при участии музыкантов таких групп, как «Absolute Terror», «Бастион» и «HMR».

## История
«Центр тяжести» был основан в 2001 году Сергеем Шестаковым и Львом Негодяевым, как дуэт. Название группы предложил Лев, обосновывая это тем, что не хочет быть привязан к определенной стилистике.  В 2006 году в результате распада группы «Бастион» речь зашла о проекте — «Центр Тяжести».
Место гитариста занял Лев Негодяев (экс «ABSOLUTE TERROR», «Сны нано-механика»), а басиста — Александр Чентемеров (экс «Бастион»). Место барабанщика было свободно. Песни написанные ранее, активно обретали новые аранжировки.
Летом 2007 года руку помощи протянул барабанщик Дмитрий Пушной (экс «HMR»). Итак, в составе: Сергей Шестаков, Лев Негодяев, Александр Чентемеров, Дмитрий Пушной группа перешла в наступление.
С 2007 по 2008 гг. Центр Тяжести выступал на всевозможных площадках Юрьи, Глазова, Ижевска, Воткинска, Кирова, Сыктывкара, Дзержинска.
А уже 9 мая 2008 года участники коллектива поздравили Киров сольным концертом в честь Дня Победы на одной из площадей города. Следующим шагом группы стал город Сыктывкар. 4 июля 2008 года Центр Тяжести принял участие в Региональном фестивале NMS 2008.
9 и 10 августа 2008 года ЦТ принял участие во Всероссийском рок-фестивале «Созвездие 2008». Став Лауреатом, Центр Тяжести был приглашен на Международный рок-фестиваль «Движение 2009».
30 июля 2008 года Центр Тяжести на правах хэдлайнера выступал на ежегодном рок-фестивале «LIVE`нь 2008»
2009 год Центр Тяжести открывает организацией сольного театрализованного шоу «Metal in our hearts». Шоу стало только началом концертной деятельности этого года. 20 июня 2009 года группа приняла участие в фестивале «Июньfest», где хэдлайнерами мероприятия выступила группа Би-2.
Летом того же года коллектив ЦТ начал долгожданную запись материала к альбому под рабочим названием «Звуки времени». В результате дебютный альбом «Звуки Времени» появился на свет благодаря усилиям коллектива в 2011 году. Тексты песен и музыка были написаны Сергеем Шестаковым, при соавторстве с коллективом группы, отчего конечный вариант композиций приобрёл свою оригинальность.
Диск был выпущен лейблом Molot / Irond.. Альбом характеризует стиль традиционного хэви, с ярко выраженной лирической составляющей.
Летом 2011 года Центр Тяжести был приглашен на фестиваль «Тушите звук» город Сыктывкар..
В 2011 году, по причине творческого кризиса и застоя, группу покидает один из ее основателей Сергей Шестаков. На место вокалиста был приглашен Павел Сибиряков из гр. Кризис, а так же, вторым гитаристом, был приглашен Александр Факер (екс. "Xenone").  В новом составе ЦТ аранжировали и приступили к записи второго альбома "Игра", который увидел свет в 2013 г.
2015 г. Группу покидает вокалист Павел. Попытки найти нового вокалиста и продолжить творчество были тщетны и группа впала в анабиоз на ближайшие 7 лет.
14 сентября 2022г. этот мир покинул Лев Негодяев - один из основателей и автор песен группы. Он был одним из самых ярких и запоминающихся музыкантов.
Весной 2023 г. с новыми идеями и материалом, в коллектив возвращается Сергей Шестаков. Спустя 10 лет, группа решает начать работу над новым материалом и почтить память Льва выходом очередного альбома.

## Состав

### Действующий
- Сергей Шестаков — вокал
- Александр Факер — гитара (с 2011 года)
- Александр Чентемеров — бас (с 2006 года)
- Дмитрий Пушной — ударные (с 2007 года)

### Бывшие участники
- Павел Сибиряков — вокал (с 2011 по 2015 г.г.)
- Лев Негодяев — гитара (с самого начала, посмертно)

## Дискография

### Альбомы
| Название      | Участники                                  | Год выпуска |
| ------------- | ------------------------------------------ | ----------- |
| Звуки времени | Шестаков\Негодяев\Чентемеров\Пушной        | 2011        |
| Игра          | Сибиряков\Негодяев\Чентемеров\Пушной\Факер | 2013        |